# Кокощин (Мазовецьке воєводство)
Кокощин (пол. Kokoszczyn) — село в Польщі, у гміні Мохово Серпецького повіту Мазовецького воєводства.
Населення — 69 осіб (2011).
У 1975-1998 роках село належало до Плоцького воєводства.

## Демографія
Демографічна структура станом на 31 березня 2011 року:
|          | Загалом | Допрацездатний вік | Працездатний вік | Постпрацездатний вік |
| -------- | ------- | ------------------ | ---------------- | -------------------- |
| Чоловіки | 31      | 6                  | 21               | 4                    |
| Жінки    | 38      | 13                 | 14               | 11                   |
| Разом    | 69      | 19                 | 35               | 15                   |